# Seznam enot nepremične kulturne dediščine v Občini Destrnik
Seznam enot nepremične kulturne dediščine v Občini Destrnik.

## Seznam
| Slika | Ime                                   | Evidenčna številka | Kraj             | Leto razglasitve | Vrsta spomenika  | Tip spomenika              | Časovna uvrstitev    | Opis |
| ----- | ------------------------------------- | ------------------ | ---------------- | ---------------- | ---------------- | -------------------------- | -------------------- | --- |
|       | Dom Franca Osojnika                   | 6658               | Desenci          | 1989.            | lokalnega pomena | memorialna dediščina       | sredina 20. stoletja | Pritlična stanovanjska hiša s spominsko ploščo, posvečeno Francu Osojniku, borcu NOB. Hiša stoji v Desencih št. 5. |
|       | Znamenje                              | 19978              | Desenci          | 2012.            | lokalnega pomena | profana stavbna dediščina  | 18. stoletje         | Zidano znamenje kvadratne oblike iz 18. stoletja. Spodnji del je nekoliko širši od zgornjega. Členijo ga niše. Kritina je opečna. |
|       | Cerkev sv. Urbana                     | 3468               | Destrnik         | 2012             | lokalnega pomena | sakralna stavbna dediščina | začetek 16. stoletja | Cerkev sestavljajo prezbiterij, ladja s polkrožnima kapelama in zvonik. Troladijska notranjščina. Slovenjegoriška gotika (16. stol.), baročni prizidki in oprema.                                                                                             |
|       | Gostilna Destrnik 11                  | 6647               | Destrnik         | 1989             | lokalnega pomena | profana stavbna dediščina  | konec 19. stoletja   | Zidana, visokopritlična, v celoti podkletena stanovanjska hiša s staro gostilniško tradicijo. Izvira iz druge polovice 19. stoletja. |
|       | Hauptmanova kapelica                  | 23746              | Destrnik         | 2012             | lokalnega pomena | sakralna stavbna dediščina | začetek 20. stoletja | Kapelica zaprtega tipa pravokotne oblike s poligonalnim zaključkom. Opečna kritina. Zvonik je krit s pločevino. Postavljena je bila leta 1927. Kapelica stoji v bližini hiše Destrnik št. 23.                                                                 |
|       | Pukšičeva kapelica                    | 23745              | Destrnik         |                  |                  | sakralna stavbna dediščina | začetek 20. stoletja | Poligonalno zaključena kapelica pravokotne oblike, pokrita z opečno kritino. Lesen zvonik je pokrit s pločevino. Fasade členijo polkrožne odprtine in stebri. postavljena je bila v prvi polovici 20. stoletja. Kapelica stoji v bližini hiše Destrnik št. 2. |
|       | Viničarija Destrnik 6                 | 11065              | Destrnik         | 2012             | lokalnega pomena | profana stavbna dediščina  | 19. stoletje         | Lesena, v kladni konstrukciji grajena stavba, v kletnem delu zidana iz kamna. Hiša je značilna vinogradniška stavba iz 19. stoletja. |
|       | Gomila Brezje                         | 6498               | Drstelja         | 2012             | lokalnega pomena | arheološka dediščina       | rimska doba          | Prekopana rimskodobna gomila. |
|       | Grabarjeva kapelica                   | 19979              | Drstelja         |                  |                  | sakralna stavbna dediščina | 20. stoletje         | Kapelica pravokotne oblike s poligonalnim zaključkom je pokrita z opečno kritino. Lesen zvonik je krit s pločevino. Fasade členijo šilaste odprtine. Postavljena je bila v 20. stoletju. Kapelica stoji v bližini hiše Drstelja št. 18.                       |
|       | Gomilno grobišče                      | 6449               | Gomila           | 2012             | lokalnega pomena | arheološka dediščina       | rimska doba          | Gomilno grobišče sestavlja 12 pretežno nepoškodovanih gomil iz rimskega časa. |
|       | Gomilno grobišče                      | 6454               | Gomilci          | 2012             | lokalnega pomena | arheološka dediščina       | rimska doba          | Gomilno grobišče sestavljajo tri gomile iz rimskega časa. Ena gomila arheološko sondirana, najdbe iz 1. do 2. stoletja. |
|       | Znamenje                              | 19980              | Janežovci        | 2012             | lokalnega pomena | sakralna stavbna dediščina | konec 17. stoletja   | Znamenje kvadratne tlorisa. Spodnji del je nekoliko širši. Streha je betonska. Napis na fasadi sporoča, da je bilo znamenje postavljeno leta 1670, nato obnovljeno 1860 in 1927.                                                                              |
|       | Gaiserjeva kapelica                   | 23747              | Jiršovci         |                  |                  | sakralna stavbna dediščina | konec 19. stoletja   | Kapelica pravokotnega oblike s polkrožnim zaključkom je pokrita z opečno kritino. Sedlasto oblikovan vhod. Postavljena je bila konec 19. stoletja. |
|       | Rimski gomili                         | 6450               | Jiršovci         | 2012             | lokalnega pomena | arheološka dediščina       | rimska doba          | Gomilno grobišče sestavljata dve delno prekopani iz rimskega časa. |
|       | Domačija Levanjci 10                  | 20999              | Levanjci         |                  |                  | profana stavbna dediščina  | konec 19. stoletja   | Domačijo sestavljata pritlična, podkletena hiša iz druge polovice 19. stoletja, ki je pokrita z dvokapno čopasto opečno streho ter gospodarsko poslopje. |
|       | Domačija Levanjci 14                  | 20998              | Levanjci         |                  |                  | profana stavbna dediščina  | konec 19. stoletja   | Domačijo sestavljata pritlična podkletena hiša iz druge polovice 19. stoletja, ki je krita z opečno dvokapno streho ter gospodarsko poslopje z značilnimi opečnimi mrežami v zatrepu.                                                                         |
|       | Gomilno grobišče                      | 6455               | Levanjci         | 2012             | lokalnega pomena | arheološka dediščina       | rimska doba          | Gomilno grobišče sestavljajo štiri ohranjene gomile iz neznanega časa. |
|       | Pihlerjeva kapelica                   | 19981              | Levanjci         |                  |                  | sakralna stavbna dediščina | konec 19. stoletja   | Kapelica pravokotne oblike s poligonalnim zaključkom je pokrita z opečno kritino. Fasado členijo stebri in polkrožna okna. Postavljena je bila v drugi polovici 19. stoletja.                                                                                 |
|       | Kosova kapelica                       | 19982              | Ločki Vrh        |                  |                  | profana stavbna dediščina  | konec 19. stoletja   | Kapelica kvadratne oblike s poligonalnim zaključkom. Na strehi, kriti s pločevino, je zvonik. Ob sedlasto oblikovanem vhodu stojita stebra. Postavljena je bila leta 1875.                                                                                    |
|       | Kužno znamenje                        | 19983              | Ločki Vrh        |                  |                  | sakralna stavbna dediščina | 16. stoletje         | Stebrasto znamenje iz 16. stoletja je sestavljeno iz podstavka, na katerem stoji polklečeči Kristus. Znamenje stoji v bližini hiše Ločki Vrh št. 65. |
|       | Elsbaherjev štok                      | 20979              | Placar           | 2012             | lokalnega pomena | profana stavbna dediščina  | 19. stoletje         | Pritlična stavba z dvokapno opečno streho ima tipično razporeditev vinogradniškega objekta, bivalni prostori, gospodarski del, kjer je stala preša in vinska klet. Izvira iz 19. stoletja. Zradba stoji v Placarju št. 64.                                    |
|       | Rimskodobna gomila Pejan              | 6500               | Placar           | 2012             | lokalnega pomena | arheološka dediščina       | rimska doba          | V gozdu je posamična, nepoškodovana rimska gomila. |
|       | Gomilno grobišče Na tratah            | 6499               | Placar           | 2012             | lokalnega pomena | arheološka dediščina       | rimska doba          | Posamična nepoškodovana gomila iz rimskega časa. |
|       | Rimskodobna gomila                    | 10728              | Placar           | 2012             | lokalnega pomena | arheološka dediščina       | rimska doba          | Posamična gomila iz neznanega časa, na vrhu poškodovana. |
|       | Rimskodobna gomila Na grebenu         | 6460               | Placar           | 2012             | lokalnega pomena | arheološka dediščina       | rimska doba          | Na terenu slabo prepoznavna in delno prekopana rimskodobna gomila. |
|       | Severjeva kapela                      | 19984              | Placar           |                  |                  | sakralna stavbna dediščina | začetek 20. stoletja | Kapela pravokotne oblike s poligonalnim zaključkom, pokrita z opečno kritino. Lesen zvonik je krit s pločevino. Postavljena leta 1919 za srečno vrnitev iz ujetništva.                                                                                        |
|       | Benkova kapelica                      | 19985              | Svetinci         |                  |                  | sakralna stavbna dediščina | začetek 20. stoletja | Kapelica pravokotne oblike s poligonalnim zaključkom je odprtega tipa, pokrita z opečno kritino. Postavljena je bila na začetku 20. stoletja. Kapelica stoji v bližini hiše Svetinci št. 7.                                                                   |
|       | Rašlova kapelica                      | 19986              | Svetinci         |                  |                  | sakralna stavbna dediščina | začetek 20. stoletja | Kapelica pravokotne oblike s poligonalnim zaključkom je krita z opečno kritino. Na strehi lesen zvonik, pokrit s pločevino. Postavljena je bila leta 1918. Kapelica stoji v bližini hiše Svetinci št. 35.                                                     |
|       | Rojstna hiša Jožeta Potrča            | 6672               | Vintarovci       |                  |                  | memorialna dediščina       | konec 19. stoletja   | Pritlična kmečka hiša s spominsko ploščo (pritrjena 1951). V hiši se je leta 1903 rodil dr. Jože Potrč, zdravnik in komunist. Hiša stoji v Vintarovcih št. 48.                                                                                                |
|       | Spomenik padlim v prvi svetovni vojni | 17591              | Vintarovci       |                  |                  | memorialna dediščina       | začrtek 20. stoletja | V spomin padlim v 1. svetovni vojni so preživeli vojaki leta 1930 dali postaviti spomenik. Na podstavku je 3 m visok obelisk, na katerem je spominska plošča z napisom. Na vrhu obeliska je ognjena krogla.                                                   |
|       | Spominsko znamenje NOB                | 6671               | Vintarovci       |                  |                  | memorialna dediščina       | sredina 20. stoletja | Nad požgano Reševo domačijo stoji obeležje, posvečeno zavedni Reševi družini (1941 - 1945). Znamenje stoji pred hišo Vintarovci št. 43c. |
|       | Domačija Zasadi 3                     | 863                | Zasadi           |                  |                  | profana stavbna dediščina  | sredina 18. stoletja | Domačijo sestavljajo pritlična cimprana hiša s konca 19. stoletja, zidano gospodarsko poslopje in vodnjak. Hiša je bila krita s slamnato streho s čopi, tloris je tradicionalen z vežo in kuhinjo v sredini, na tramu je letnica 1752.                        |
|       | Bezjakova kapelica                    | 23748              | Zgornji Velovlek |                  |                  | sakralna stavbna dediščina | začetek 20. stoletja | Kapelica pravokotne oblike s poligonalnim zaključkom je zaprtega tipa, z dvokapnico. Kritinina je opečna. Na strehi lesen zvonik s pločevinasto strešico. Postavljena je bila v drugi četrtini 20. stoletja.                                                  |
|       | Gomilno grobišče Tajh                 | 6457               | Zgornji Velovlek | 2012             | lokalnega pomena | arheološka dediščina       | rimska doba          | Skupina treh ali štirih nepoškodovanih rimskodobnih gomil. |
|       | Rimskodobno gomilno grobišče          | 6456               | Zgornji Velovlek | 2012             | lokalnega pomena | arheološka dediščina       | rimska doba          | Dve skupini rimskodobnih gomil: južno skupino sestavlja pet delno prekopanih gomil, dve gomili sta razpoznavni nekoliko višje, proti severu. |
|       | Veršičeva kapelica                    | 19987              | Zgornji Velovlek |                  |                  | sakralna stavbna dediščina | 20. stoletje         | Kapelica pravokotne oblike s poligonalnim zaključkom, krita z opečno kritino. Na strehi lesen zvonik, krit s pločevino. Fasade členijo šilaste odprtine. 20. stoletje.                                                                                        |